# Elsterwerda
Elsterwerda (em baixo sorábio: Wikow) é um município da Alemanha, situado no distrito de Elbe-Elster, no estado de Brandemburgo. Tem 40,55 km² de área, e sua população em 2019 foi estimada em 7.853 habitantes.